# Варела, Педро
Педро Хосе Варела Оливера (исп. Pedro José Varela Olivera, 22 февраля 1837 — 1906) — уругвайский политик партии Колорадо. Президент республики в 1868 году и между 1875 и 1876 годами.

## Биография
Сторонник генерала Венансио Флореса. Входил в его правительство, а по истечении полномочий Флореса осуществлял исполнительную власть как президент Сената с 15 февраля по 1 марта 1868 года.
Сенатор в период между 1868 и 1869, а затем между 1871 и 1874 годами. После военного мятежа 15 января 1875 года против президента Хосе Эльяури он был назначен «временным правителем». Эту должность он занимал до 22 января, когда чрезвычайно созванная Генеральная Ассамблея избрала его (без участия недовольных мятежом членов парламента) президентом до истечения в марте 1877 года конституционного срока Эльяури. Однако революция во главе с полковником Лоренсо Латорре заставила его подать в отставку 10 марта 1876 года.
Во время правления Латорре он жил в изгнании в Буэнос-Айресе. Умер в Монтевидео в 1906 году, в нищете, всеми забытый. Тем не менее, в его честь назван уругвайский небольшой город Хосе-Педро-Варела.